# 傑克·普威斯
傑克·普威斯（英語：Jack Purvis，1937年7月13日—1997年11月21日），英國演員，出生時因患侏儒症使他的身高只有1.27米，約4英尺2英寸。他在職業生涯期間曾與導演特里·吉列姆合作三部他早期拍攝的奇幻電影，例如《時光大盜》（1981年）、《巴西》（1985年）、《終極天降》（1988年）等。
普威斯在與肯尼·貝克共同演出的音樂喜劇雙幕劇《Mini-Tones》中獲得成功，且普威斯也在劇中使用了貝克的口風琴和電顫琴吹小號。1976年，兩人參加了《星際大戰四部曲：曙光乍現》的試鏡，貝克也因此被立即選為R2-D2的扮演者，普威斯則被選為瓜哇酋長（Chief Jawa）的扮演者。兩人後來上了選秀節目《機會敲門》，並不願意擱置《Mini-Tones》的工作。經過一番談判，也被聘請出現在電影中，並將繼續在原三部曲的每部電影中扮演不同的外星生物。
1991年，普威斯因在修車廠發生意外導致全身癱瘓，他的脖子已經骨折，普威斯因此結束演藝生涯，最終於1997年在哈特福郡布希去世。
普威斯的去世加上在1990年英國侏儒症演員大衛·拉普帕波特（開槍自盡）及1994年托尼·罗斯（Tiny Ross）等人的去世導致導演特里·吉列姆永久擱置他原先計劃將要拍攝的1981年電影《時光大盜》續集，但普威斯和拉普帕波特兩人均在該系列的電影中同樣扮演了各自的重要角色，這也是擱置的主要原因。

## 影視作品

### 電影或電視節目
| 年份   | 標題                                      | 角色                                    |
| ------ | ----------------------------------------- | --------------------------------------- |
| 1966年 | 《Snow White and the Seven Dwarfs》       | 小矮人（害羞鬼）                        |
| 1969年 | 《Popdown》                               | 迷你攝影師                              |
| 1977年 | 《吹牛大王歷險記》                        | 大叔保加利亞（Great Uncle Bulgaria）    |
| 1977年 | 《星際大戰四部曲：曙光乍現》              | 瓜哇酋長（Chief Jawa）                  |
| 1978年 | 《I'm Dickie - That's Show Business》     | 螢幕上的參與者                          |
| 1980年 | 《星際大戰五部曲：帝國大反擊》            | 烏格諾特酋長（Chief Ugnaught）          |
| 1980年 | 《惡搞整九新聞》                          | 拳擊手（未署名）                        |
| 1981年 | 《時光大盜》                              | 沃利（Wally）                           |
| 1981年 | 《好東西》                                | 小丑（演員表未列出）                    |
| 1982年 | 《夜魔水晶》                              | 布偶表演者                              |
| 1982年 | 《撒克遜英雄傳》                          | 矮人                                    |
| 1983年 | 《經典生物：絕地歸來》                    | 客串                                    |
| 1983年 | 《星際大戰六部曲：絕地大反攻》            | 提波（Teebo）                           |
| 1985年 | 《巴西》                                  | 查爾曼博士（Dr. Chapman）               |
| 1986年 | 《魔王迷宮》                              | 哥布林軍團成員                          |
| 1986年 | 《蒙娜麗莎》                              | 布萊頓（Brighton）                      |
| 1987年 | 《People Are the Same the Universe Over》 | 外星人                                  |
| 1988年 | 《風際雲會》                              | 內爾溫樂隊的成員（演員表未列出）        |
| 1988年 | 《終極天降》                              | 傑里米（Jeremy）/古斯塔夫斯（Gustavus） |
| 1989年 | 《納尼亞傳奇：賈思潘王子和黎明行者號》    | 杜夫普德首領（Dufflepud Leader）        |
| 1989年 | 《Oingo Boingo: Skeletons in the Closet》 | 客串（錄影帶）                          |
| 1990年 | 《銀椅》                                  | 高爾格（Golg）                          |

## 外部連結
- 傑克·普威斯在互联网电影资料库（IMDb）上的資料（英文）